# Vyšší úředník státního zastupitelství
Vyšší úředník státního zastupitelství je administrativní pracovník státního zastupitelství, který se podílí na jeho činnosti v trestním řízení i v dalších oborech jeho působnosti. Jeho obdobou u soudů je vyšší soudní úředník.
Na rozdíl od vyšších soudních úředníků se jedná o téměř nevyužívanou profesi, zavedeni byli v roce 2008, ale k 1. lednu 2013 působili pouze tři.

## Předpoklady a postavení
Může jím být jen ten, kdo splňuje tyto předpoklady:
- občanství České republiky
- bezúhonnost
- úspěšné ukončení studia vyšších úředníků státního zastupitelství, ale také vyšších soudních úředníků na Justiční akademii v Kroměříži, nebo vysokoškolské magisterské i bakalářské[2] vzdělání v oblasti práva

Postavení a pravomoci vyššího úředníka státního zastupitelství, stejně jako studium vyšších úředníků státního zastupitelství upravuje zákon č. 121/2008 Sb., o vyšších soudních úřednících a vyšších úřednících státního zastupitelství a o změně dalších zákonů. Jeho plat je stanoven podle zákona č. 262/2006 Sb., zákoník práce, a podle nařízení vlády č. 564/2006 Sb., o platových poměrech zaměstnanců ve veřejných službách a správě.
Vyšší úředník státního zastupitelství je vyloučen z provedení úkonu státního zastupitelství z obdobných důvodů podjatosti, které jsou stanoveny u státního zástupce. O tom, zda je v konkrétní věci vyloučen, rozhoduje vedoucí státní zástupce nebo jím určený státní zástupce a proti jeho rozhodnutí není opravný prostředek přípustný.

## Činnost
Vyšší úředník státního zastupitelství koná vždy na základě pověření, které vydává vedoucí státní zástupce nebo jím určený státní zástupce. Oprávněn pak je rozhodovat o odměně a náhradě hotových výdajů obhájce, o svědečném, znalečném, tlumočném a náhradách a o vrácení a vydání věci důležité pro trestní řízení. Může také připravovat podklady pro rozhodnutí o podmíněném zastavení trestního stíhání, podmíněném odložení návrhu na potrestání, narovnání a o osvědčení obviněného ve zkušební době. Dále může vyznačovat doložku právní moci, vyřizovat jednoduchá dožádání, sepisovat protokol o podaném vysvětlení nebo o podání trestního oznámení, kontrolovat korespondenci obviněných, vyhotovovat statistické listy a shromažďovat různé podklady pro činnost státního zástupce. 
Pokud by se jednalo o věc právně nebo skutkově mimořádně složitou, může ji předložit státnímu zástupci k rozhodnutí, stejně tak je státní zástupce oprávněn mu z těchto důvodů zrušit pověření k provedení úkonu. Proti rozhodnutí vyššího úředníka státního zastupitelství lze podat stížnost za stejných podmínek jako proti rozhodnutí státního zástupce. Tato stížnost se však nejdříve předloží státnímu zástupci, který jí může zcela vyhovět, pokud tím nebudou dotčeny práva jiné strany trestního řízení.